# Stenosoma albertoi
Stenosoma albertoi is een pissebed uit de familie Idoteidae. De wetenschappelijke naam van de soort is voor het eerst geldig gepubliceerd in 2005 door Castellanos & Junoy.